# Мъдрику
Мъдрику (на естонски: Mõdriku) е селище в северна Естония, разположено в община Вини в област Лаане-Виру.
Намира се на 100 km източно от столицата Талин и на 25 km южно от брега на Финския залив. Основна забележителност е имението, построено през 17 век. През годините то е собственост на различни балтийсконемски фамилии, като сред собствениците му е и българският военен министър генерал Александър Каулбарс. Населението на селището е 109 души (2011 г.).